# Баабда
Баабда́ (араб. بعبدا) — місто на заході Лівану. Адміністративний центр провінції Гірський Ліван, а також однойменного району.

## Короткий опис
У Баабді, що фактично є південно-східним передмістям Бейрута, розташована резиденція президента Лівану, неподалік від якої знаходиться ліванське міністерство оборони та інші військові відомства. Баабда також є осідком численних офіційних інституцій, посольств та міністерств. На заході Баабди розташований університетський кампус Хадат, де знаходяться основні корпуси Ліванського університету. Це один з найбільших університетських центрів Близького Сходу.
19 серпня 2021 року у місті Баабда, в рамках відзначення 30-ї річниці Незалежності України, в Українському парку було відкрито перший памʼятник Тарасу Шевченку на Близькому Сході.